# Роланд Уграй
Роланд Уграй (угор. Ugrai Roland, нар. 13 листопада 1992, Бекешчаба) — угорський футболіст, нападник клубу «Діошдьйор».
Виступав, зокрема, за клуби «Галадаш» та «Ференцварош», а також національну збірну Угорщини.

## Клубна кар'єра
У дорослому футболі дебютував 2009 року виступами за команду клубу «Галадаш», в якій провів п'ять сезонів, взявши участь у 48 матчах чемпіонату.
Своєю грою за цю команду привернув увагу представників тренерського штабу клубу «Ференцварош», до складу якого приєднався 20 лютого 2014 року. Відіграв за клуб з Будапешта наступні півтора року своєї ігрової кар'єри, вигравши з командою Кубок Угорщини, Кубок угорської ліги та національний Суперкубок. Проте закріпитись в основному складі угорського гранда Роланд не зумів і повернувся в «Галадаш», провівши там сезон 2015/16.
До складу клубу «Діошдьйор» приєднався влітку 2016 року. Станом на 8 жовтня 2017 відіграв за клуб з Мішкольца 28 матчів у національному чемпіонаті.

## Виступи за збірні
З 2012 року залучався до складу молодіжної збірної Угорщини. На молодіжному рівні зіграв у 15 офіційних матчах, забив 1 гол.
7 жовтня 2017 року дебютував в офіційних матчах у складі національної збірної Угорщини у відбірковій грі на чемпіонат світу 2018 року проти Швейцарії (2:5), відігравши увесь матч. В цьому ж матчі Уграй забив і свій перший гол за збірну.

## Досягнення
- Володар Кубка Угорщини: 2014/15, 2019/20
- Володар Кубка угорської ліги: 2014/15
- Володар Суперкубка Угорщини: 2015